# Santeri Paloniemi
Santeri Paloniemi est un skieur alpin finlandais, né le 8 novembre 1993 à Kuusamo.

## Biographie
Santeri Paloniemi débute dans des compétitions officielles en 2008. Il participe à ses premiers Championnats du monde junior en 2010 et senior en 2011.
En 2012, il obtient son premier podium en Coupe d'Europe en terminant troisième du slalom de Pamporovo. Quelques semaines plus tard, il devient champion du monde junior de slalom à Roccaraso. Il collecte ensuite ses premiers points en Coupe du monde avec une 17e place au slalom de Schladming avant de devenir champion de Finlande du slalom. La saison suivante, il entre plusieurs fois dans les points et participe aux Championnats du monde de Schladming où il est 16e du slalom. Aux Championnats du monde junior au Québec, il remporte cette fois-ci la médaille de bronze au slalom.
Aux Jeux olympiques d'hiver de 2014, il est présent sur le slalom, mais il ne termine pas la deuxième manche.

## Palmarès

### Jeux olympiques
| Édition / Épreuve | Slalom |
| ----------------- | ------ |
| JO 2014 Sotchi    | DNF    |

### Championnats du monde
| Édition / Épreuve                    | Slalom |
| ------------------------------------ | ------ |
| Mondiaux 2011 Garmisch-Partenkirchen | DNF    |
| Mondiaux 2013 Schladming             | 16e    |

### Coupe du monde
- Meilleur classement général : 98e en 2013.
- Meilleur résultat : 17e.

#### Différents classements en Coupe du monde
| Année/Classement | Année/Classement | Général | Général | Descente | Descente | Super G | Super G | Slalom géant | Slalom géant | Slalom | Slalom | Combiné | Combiné |
| ---------------- | ---------------- | ------- | ------- | -------- | -------- | ------- | ------- | ------------ | ------------ | ------ | ------ | ------- | ------- |
| Année/Classement | Année/Classement | Class.  | Points  | Class.   | Points   | Class.  | Points  | Class.       | Points       | Class. | Points | Class.  | Points  |
| 2013             | 2013             | 98e     | 30      | -        | -        | -       | -       | -            | -            | 39e    | 30     | -       | -       |
| 2014             | 2014             | 137e    | 7       | -        | -        | -       | -       | -            | -            | 47e    | 7      | -       | -       |

### Championnats du monde junior
- Roccaraso 2012 :
  -  Médaille d'or en slalom.
- Québec 2013 :
  -  Médaille de bronze en slalom.

### Coupe d'Europe
- 2 podiums.

### Championnats de Finlande
- Champion de slalom en 2012.